# مدال برنز

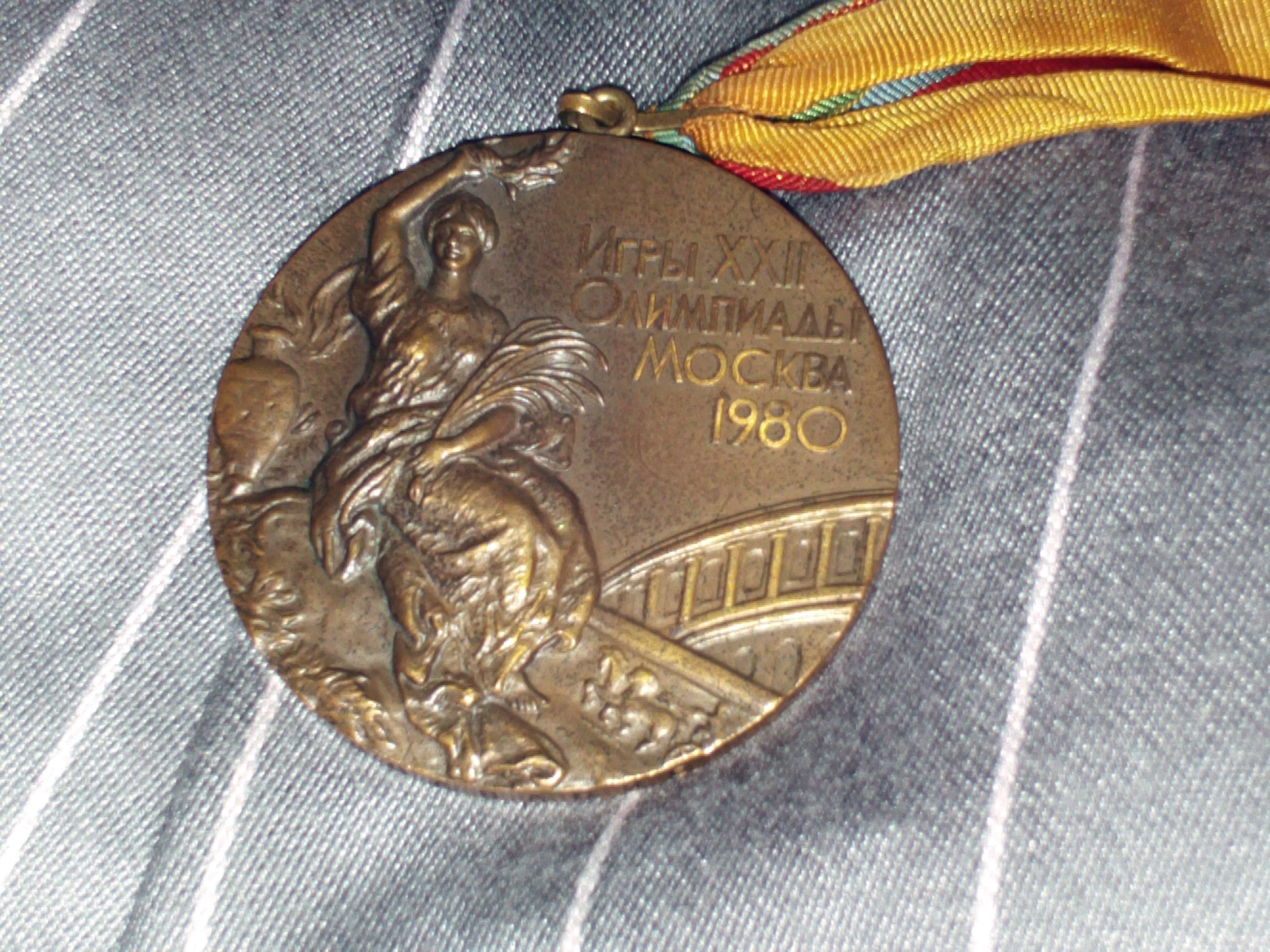
مدال برنز بازی‌های المپیک تابستانی ۱۹۸۰

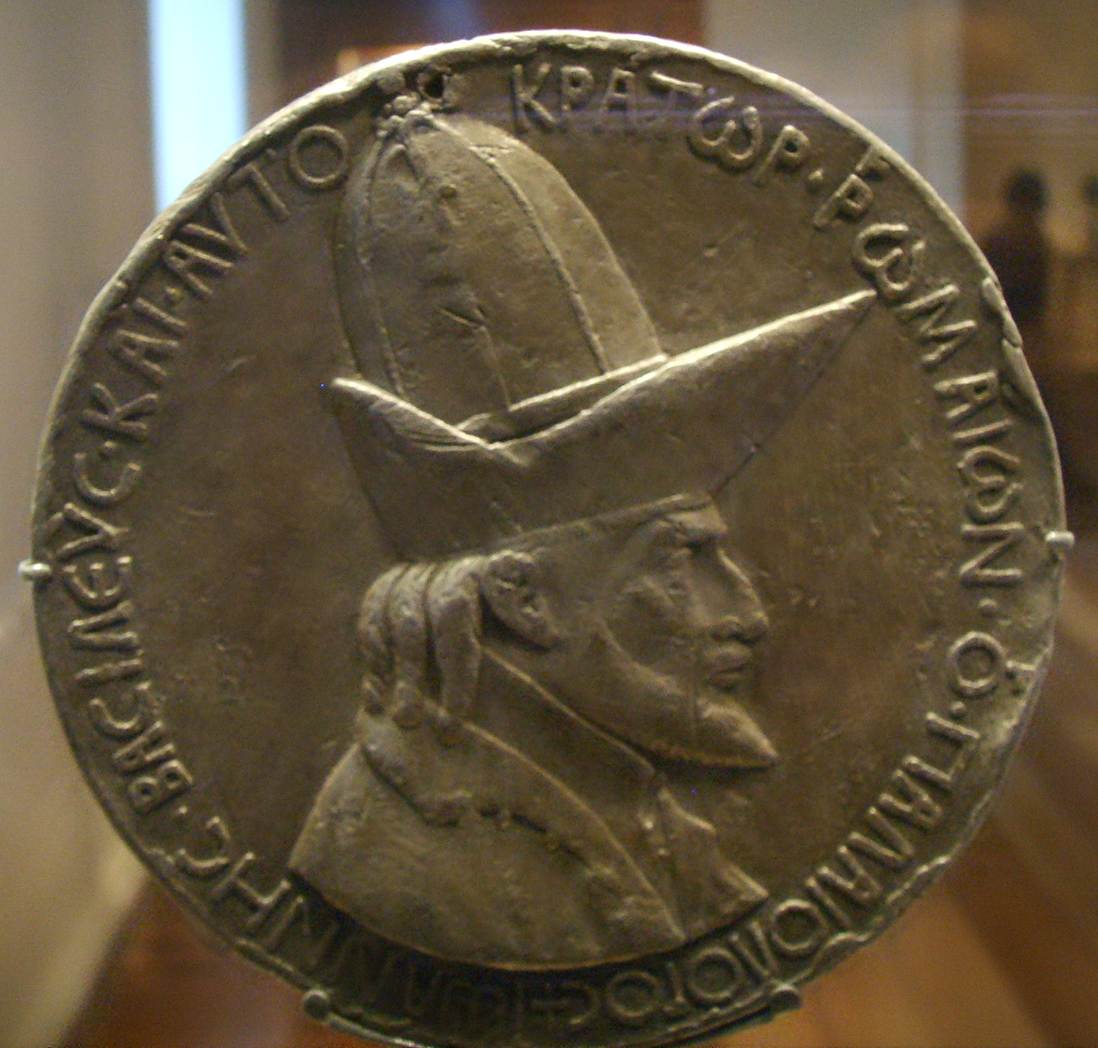
مدال یادبود ژان هشتم پالایولوگوس اثر هنرمند ایتالیایی پیزانلو در سال ۱۴۳۸ م معمولاً از برنز ساخته می‌شود.

مدال برنز نشانی است که به سومین نفر رقابت که می‌تواند ورزشی یا غیر ورزشی باشد، اعطا می‌شود. نفر اول مدال طلا و نفر دوم مدال نقره دریافت می‌کند.
اولین بار در رقابت‌های بازی‌های المپیک ۱۹۰۴ سنت لوئیس در میسوری بود که به نفر سوم مدال برنز اعطا شد. پیش از آن، فقط نفرات اول و دوم مدال دریافت می‌کردند.